# Falkenried/LHB V6/V7
V6/V7 – dwie serie jednoczłonowych, wysokopodłogowych, czteroosiowych wagonów tramwajowych, wyprodukowanych odpowiednio w latach 1949–1952 oraz 1953–1957 przez niemieckie zakłady Falkenried i LHB dla sieci tramwajowej w Hamburgu.

## Historia
Tramwaje typu V6 stanowią rozwinięcie konstrukcyjne tramwajów V5. W 1949 r. Hamburg otrzymał prototyp, a w latach 1951–1953 dostarczono 62 wagony z fabryki Falkenried. Kolejne 100 wagonów dostarczono w latach 1951–1952 z zakładów Linke-Hofmann-Busch (LHB). W latach 1953–1954 skonstruowano w LHB 50 tramwajów typu V7 i kolejnych 40 w 1956 r. Wagony nie różniły się znacząco wyglądem zewnętrznym; jedyną zauważalną różnicą był typ drzwi (V6: drzwi przesuwne, V7: drzwi harmonijkowe). Między styczniem 1966 r. i kwietniem 1969 r. wagony dostosowano do obsługi bezkonduktorskiej. Potocznie tramwaje typu V6 i V7 określano mianem „Sambawagen”, ponieważ stojący pasażerowie podczas szybkiego pokonywania zakrętów przez tramwaje tych dwóch typów często tracili równowagę i wykonywali ruchy zbliżone do tańca. Tramwaje typu V7 wycofywano stopniowo ze służby liniowej w latach 1970–1976, podczas gdy ostatnie tramwaje typu V6 przystosowane do kursowania bez konduktora pozostały w eksploatacji do 1978 r.

## Dostawy
| Państwo        | Miasto         | Typ            | Lata dostaw    | Liczba | Numery taborowe |
| -------------- | -------------- | -------------- | -------------- | ------ | --------------- |
| RFN            | Hamburg        | V6             | 1951–1953      | 162    |                 |
| RFN            | Hamburg        | V7             | 1953–1956      | 90     |                 |
| Łączna liczba: | Łączna liczba: | Łączna liczba: | Łączna liczba: | 252    |                 |